# Bayard-sur-Marne
Bayard-sur-Marne är en kommun i departementet Haute-Marne i regionen Grand Est (tidigare regionen Champagne-Ardenne) i nordöstra Frankrike. Kommunen ligger i kantonen Eurville-Bienville som tillhör arrondissementet Saint-Dizier. År 2017 hade Bayard-sur-Marne 1 322 invånare.

## Befolkningsutveckling
Antalet invånare i kommunen Bayard-sur-Marne
| Referens: INSEE |